# Zaanse Vereniging De Zaan
Zaanse Vereniging De Zaan antigo ZWV Nereus é um clube de polo aquático da cidade de Gouda, Países Baixos.

## História
O clube foi fundado em 1912. 

## Títulos
- Liga Neerlandesa Feminina de Polo aquático
  - 1989, 1993, 1994, 1995, 1996, 1997, 2001